# A-Trak
Alain Macklovitch (Montreal; 30 de marzo de 1982), conocido por su nombre artístico A-Trak, es un DJ, remezclador y productor discográfico canadiense.

## Carrera musical
Conocido por ser el malabarista de los platos que acompaña en directo a Kanye West, el canadiense empezó a pisar el acelerador con quince años, cuando ganó su primer DMC World DJ Championship y desde entonces no ha dejado de trabajar y agrandar su reputación. A-Trak fue el primer DJ en ganar las tres competiciones más importantes de DJ (DMC, ITF y Vestax), además de ser el primer DJ en ganar cinco campeonatos del mundo. Él fue un miembro honorario del prestigioso, ya desaparecido grupo de DJ Invisibl Skratch Piklz, and a member of The Allies alongside frequent collaborator DJ Craze. A a-trak también se le conoce como bastien R., nombrado así por sus antepasados nacidos en Bélgica.
Instalado en algún punto intermedio entre el hip hop y la música electrónica, A-Trak publicó en 2007 el frenético «Dirty South Dance». Macklovitch es el hermano menor de David Macklovitch del grupo Chromeo, con el que fundó la discográfica Audio Research desde 1997 hasta 2007. Él, junto con Nick Catchdubs fundó la discográfica Fool's Gold Records en 2007.
Ha aparecido en la portada de múltiples revistas, incluyendo URB (dos veces), BPM y Status.
En 2004 Kanye West lo reclutó como su DJ personal para las giras, y ha trabajado estrechamente con él desde entonces, incluyendo actuaciones junto con el rapero estadounidense en MTV especiales, Grammys y varios MTV Video Music Awards.
En febrero de 2010, se anunció que A-Trak realizaría shows en vivo con Travis Barker, quien había trabajado previamente con su amigo común, el difunto DJ AM.
A-Trak se ha convertido en un icono de la cultura de calle, colaborando con Nike, New Era, Kidrobot, y Zoo York. Su hermano es el cantante principal en la aclamada banda de electro-pop Chromeo. El último par de años se ha producido trizzy giras en estadios y festivales de todo el mundo, además de producir el álbum debut de Kid Sister Ultraviolet, canciones con Lupe Fiasco, y versiones originales con Stones Throw, y Kitsune.
Ha colaborado en el juego DJ Hero 2. Ha hecho dos «mezclas» para el juego (que se podrán ver en YouTube más adelante) y también se utilizan algunos de sus temas, como «Say Whoa» y sus remixes de Yeah Yeah Yeahs y MSTRKRFT.
En 2010 llegó un gran éxito mundial: «Barbra Streisand» de Duck Sauce, grupo formado por él y por el DJ Armand Van Helden.
En 2011 han presentado otro rompepistas el tema «Big Bad Wolf», es el nombre de la nueva canción del dueto Duck Sauce. «Big Bad Wolf» fue lanzado en la radio de la BBC, en la melodía emplean el sonido de lobos aullando, parecido al que se presenta en las películas de suspense y terror.
En 2015 fue lanzado la canción «push», una canción incluida en la Banda Sonora del videojuego FIFA 15 de EA Sports.

## Premios
- 1997 Technics / DMC Campeón del Mundo (15 years old - más joven de la historia)[11]
- 1998 Technics/ DMC World 2nd Runner Up[12]
- 1999 ITF Campeón del Mundo (Advancement category)[12]
- 1999 ITF Western Hemisphere Scratching Champion[12]
- 1999 Vestax World DJ Extravaganza Champion[12]
- 2000 ITF World Champion (Advancement category)[12]
- 2000 DMC Team Champion (with DJ Craze)[12]

## Discografía

### Compilaciones
- 2006: Oh No You Didn't! Live From Vancouver [Disque Primeur]
- 2006: Drive Slow Mixtape w/ GLC (CD)
- 2006: Sunglasses Is A Must [Disque Primeur]
- 2007: Dirty South Dance [Obey Records] limitado a 5000 copias.
- 2008: Running Man: Nike+ Original Run [Nike+ Sport Music] (Exclusivo para iTunes)
- 2009: Infinity+1 [Thrive Records]
- 2010: Dirty South Dance 2 [Fool's Gold Records]
- 2009: FabricLive.45 [Fabric] (abril de 2009)

### Sencillos
- 1997: A-Trak & QBert – Bucktooth Wizards
- 1997: A-Trak & D-Styles – Stylus Wars
- 1997: QBert & A-Trak – Wash Yer Butt
- 1999: Enter Ralph Wiggum / Live @ Tableturns
- 1999: Umbilical Chord
- 1999: Enter Ralph Wiggum
- 2001: All Hail To My Hands (from The-Allies D-Day EP)
- 2001: Gangsta Breaks (12")
- 2003: Monkey Boy Breaks (12")
- 2004: Buck Tooth Wizards (CD)
- 2005: Don't Fool With The Dips (12")
- 2006: Step Off (feat. Little Brother)
- 2006: Knucklehead
- 2006: Quitte La Piste (feat. TTC)
- 2007: Mastered (Me & My Sneakers) (feat. Lupe Fiasco)
- 2007: Running Man
- 2008: Roll With The Winners (con Hervé)
- 2008: Shake It Down (con Laidback Luke)
- 2008: Say Whoa
- 2010: Ray Ban Vision (feat. CyHi Da Prynce)
- 2011: Stingray (con DJ Zinc)
- 2012: Warrior (con Mark Foster & Kimbra) [Converse]
- 2012: Money Makin (con Dillon Francis)
- 2012: Piss Test (con Juicy J & Danny Brown)
- 2013: Tuna Melt (con Tommy Trash)
- 2014: Out The Speakers (con Milo & Otis & Rich Kidz)
- 2015: Push (con Andrew Wyatt)
- 2015: We All Fall Down (con Jamie Lidell)

### Remixes
2003:
- D-Styles – Felonious Funk

2006:
- Bonde Do Role – Melô Do Tabaco
- Hollertronix – Fireman So Cold (DJ Atrak Mix)

2007:
- Kanye West – Stronger
- Simian Mobile Disco – Hustler
- Bumblebeez – Dr. Love (Trizzy's Free IPhone Mix)
- Digitalism – Idealistic
- Scanners – Bombs (A-Trak/Trizzy's Boom Bam Slam Mix)
- James Pants – Kash (Trizzy & XXXChange Mix)
- DJ Benzi & Lil Wayne – Fireman So Cold

2008:
- The Count & Sinden feat. Kid Sister – Beeper
- Boys Noize – Oh!
- MSTRKRFT Feat N.O.R.E. & Isis – Bounce
- DJ Benzi, Kanye West & Plain Pat feat. Common – Get Em High

2009:
- Sébastien Tellier – Kilometer
- Tiga – What You Need
- Yeah Yeah Yeahs – Heads Will Roll
- DJ Sneak – U Can't Hide From Your Bud (A-Trak Re-Edit)

2010:
- Justice – D.A.N.C.E. (A-Trak Remix) [For DJ Hero 2 Only]
- Naughty by Nature "O.P.P" vs. Jackson 5 "ABC" (A-Trak Remix) [For DJ Hero 2 Only]
- Robyn – Indestructible

2011:
- Laidback Luke & Sander van Doorn – Who's Wearing The Cap
- The Rapture – How Deep Is Your Love?

2012:
- Martin Solveig – The Night Out
- Surkin Feat. Kevin Irving – Never Let Go
- Justice - New Lands
- Zedd feat. Matthew Koma – Spectrum (A-Trak & Clockwork Remix)

2017
- Bingo Players - Cry (Just a Little) (A-Trak & Phantoms Remix)

### Como Duck Sauce
Sencillos, EP y Remixes:
- 2009: aNYway / You're Nasty
- 2009: Greatest Hits (EP, Vinyl, 12")
  - Anyway
  - The Motion
  - You're Nasty
  - Grand Steppin
- 2010: Barbra Streisand
- 2011: Chromeo feat. Elly Jackson – Hot Mess (Duck Sauce Remix)
- 2011: Big Bad Wolf
- 2013: It's You
- 2013: Radio Stereo
- 2014: NRG